# Proces RuSHA
Proces RuSHA (oficj. USA vs. Ulrich Greifelt i inni; nieoficj. niem. Volkstumsprozess - pol. dosł. proces o ludowość) – ósmy z 12 procesów norymberskich przeprowadzonych przed amerykańskimi trybunałami wojskowymi po zakończeniu głównego procesu zbrodniarzy wojennych przed Międzynarodowym Trybunałem Wojskowym w Norymberdze. Tym razem na ławie oskarżonych znaleźli się członkowie hitlerowskich organizacji zajmujących się nazistowskimi programami rasowymi, na czele z Głównym Urzędem Rasy i Osadnictwa SS (Rasse- und Siedlungshauptamt, RuSHA). Proces został przeprowadzony w okresie 20 października 1947 – 10 marca 1948.

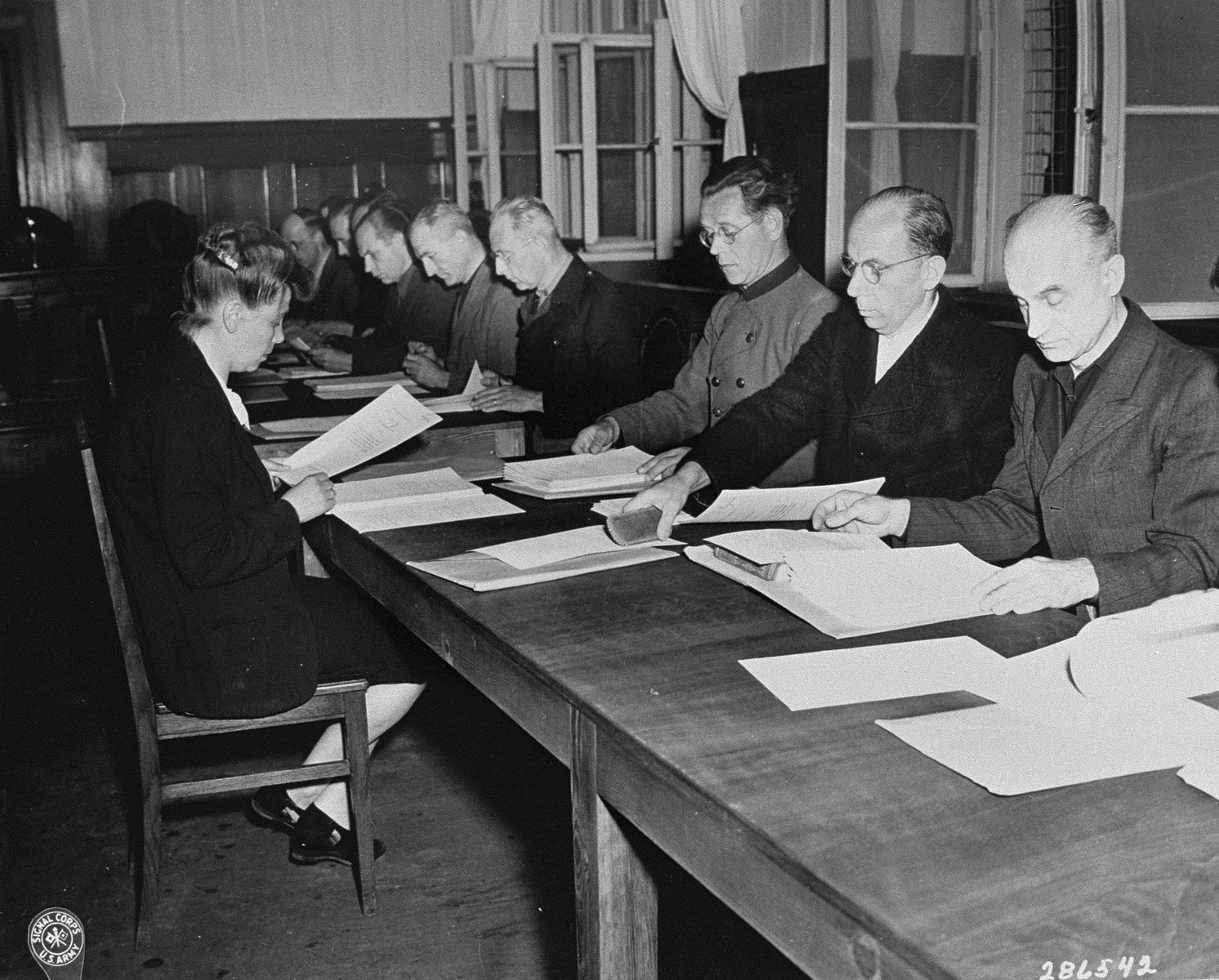
Strona oskarżenia podczas procesu

## Oskarżeni
Na ławie oskarżonych zasiadło 14 osób i, oprócz członków RuSHA, znaleźli się na niej członkowie Komisariatu Rzeszy do spraw Umacniania Niemczyzny (Reichskommissar für die Festigung des deutsches Volkstums, w skrócie RKFDV, na jego czele stał sam Heinrich Himmler), Głównego Urzędu Kolonizacyjnego dla Niemców etnicznych (SS-Hauptamt Volksdeutsche Mittelstelle, w skrócie VoMi) oraz stowarzyszenia Lebensborn. Wszystkie powyższe instytucje znajdowały się w strukturach SS. Wśród oskarżonych znaleźli się: Otto Hofmann i Richard Hildebrandt (kolejni szefowie RuSHA), Ulrich Greifelt, który kierował RKFDV i jego zastępca Rudolf Creutz, Werner Lorenz (szef VoMi) oraz Max Sollmann (przewodniczący Towarzystwa Lebensborn).

## Zarzuty
Zarzuty skupiły się na udziale oskarżonych w rasistowskich programach "czystości rasowej" i ich udziale w przesiedleniach przedstawicieli różnych narodowości. W szczególności obejmowało to dokonanie zbrodni wojennych i przeciw ludzkości w postaci: kradzieży dzieci narodowości nie-niemieckiej (które uznano za "aryjskie"), zmuszania "nie-aryjskich" kobiet do dokonywania aborcji, przeprowadzania przymusowej deportacji ludności krajów okupowanych z miejsca jej dotychczasowego zamieszkania i umieszczanie na jej miejscu ludności niemieckiej, wysyłania homoseksualistów i lesbijek do obozów koncentracyjnych oraz udziału w prześladowaniach Żydów. Do tego dochodził zarzut przynależności do organizacji przestępczej, czyli SS (jedynie Inge Viermetz, zastępczyni Maxa Sollmanna, nie była objęta tym zarzutem).

## Wyrok
Jedynie członkowie Towarzystwa Lebensborn zostali zwolnieni z zarzutu porywania dzieci, co, jak stwierdził trybunał, przeprowadzały natomiast pozostałe instytucje. 13 oskarżonych zostało uznanych za winnych (z tego jednak 4 po ogłoszeniu wyroku zwolniono, uznając iż odbyli już karę przebywając w więzieniu przed i w trakcie trwania procesu), a Inge Viermetz uniewinniono.
Wyroki wydano 10 marca 1948:

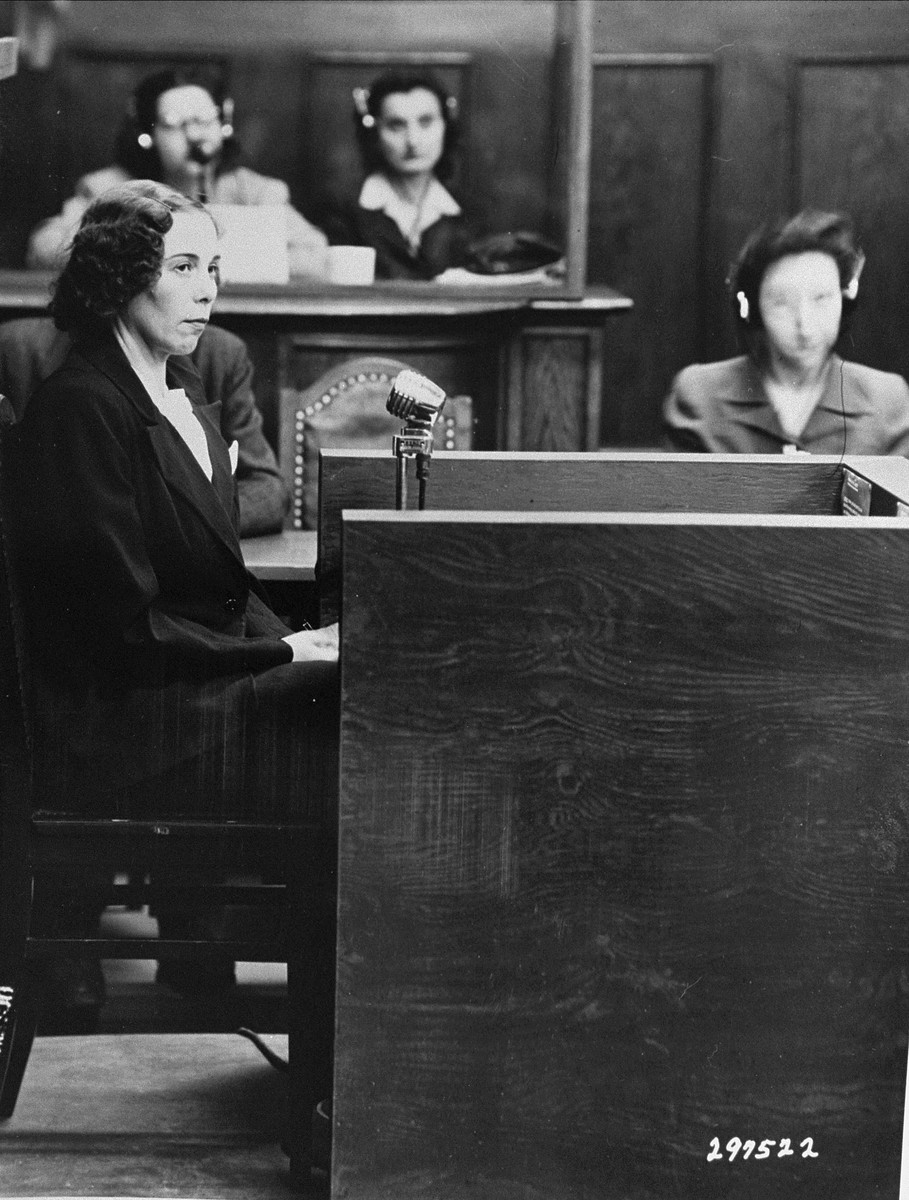
Inge Viermetz podczas procesu

1. Ulrich Greifelt – winny; dożywotnie pozbawienie wolności (zmarł 6 lutego 1949 w więzieniu w Landsbergu)
2. Otto Hofmann – winny; 25 lat pozbawienia wolności (kara zamieniona na 15 lat pozbawienia wolności w 1951 r., zwolniony w 1954 r.)
3. Richard Hildebrandt – winny; 25 lat pozbawienia wolności (został wydany Polsce w celu osądzenia go za zbrodnie popełnione w prowincji Gdańsk-Prusy Zachodnie; został skazany na karę śmierci przez powieszenie i stracony 10 marca 1951)
4. Werner Lorenz – winny; 20 lat pozbawienia wolności (kara zamieniona na 15 lat pozbawienia wolności w 1951 r., zwolniony w 1955 r.)
5. Rudolf Creutz(inne języki) – winny; 15 lat pozbawienia wolności (kara zamieniona na 10 lat pozbawienia wolności w 1951 r.)
6. Herbert Hübner(inne języki) – winny; 15 lat pozbawienia wolności (zwolniony w 1951 r.)
7. Heinz Brückner(inne języki) – winny; 15 lat pozbawienia wolności (zwolniony w 1951 r.)
8. Fritz Schwalm(inne języki) – winny; 10 lat pozbawienia wolności (zwolniony w 1951 r.)
9. Otto Schwarzenberger(inne języki) – winny; na poczet kary zaliczono mu czas pozbawienia wolności od 2 maja 1945; zwolniony po zapadnięciu wyroku
10. Max Sollmann – winny; na poczet kary zaliczono mu czas pozbawienia wolności od 6 lipca 1945; zwolniony po zapadnięciu wyroku
11. Gregor Ebner – winny; na poczet kary zaliczono mu czas pozbawienia wolności od 5 lipca 1945; zwolniony po zapadnięciu wyroku
12. Günther Tesch – winny; na poczet kary zaliczono mu czas pozbawienia wolności od 13 maja 1945; zwolniony po zapadnięciu wyroku
13. Konrad Meyer-Hetling – winny; na poczet kary zaliczono mu czas pozbawienia wolności od 27 maja 1945; zwolniony po zapadnięciu wyroku
14. Inge Viermetz – uniewinniona